# حيفة السويدي (بعدان)

تعديل مصدري - تعديل

حيفة السويدي هي إحدى قرى عزلة الحيث بمديرية بعدان التابعة لمحافظة إب، بلغ تعداد سكانها 280 نسمة حسب تعداد اليمن لعام 2004.